# محرك مولد

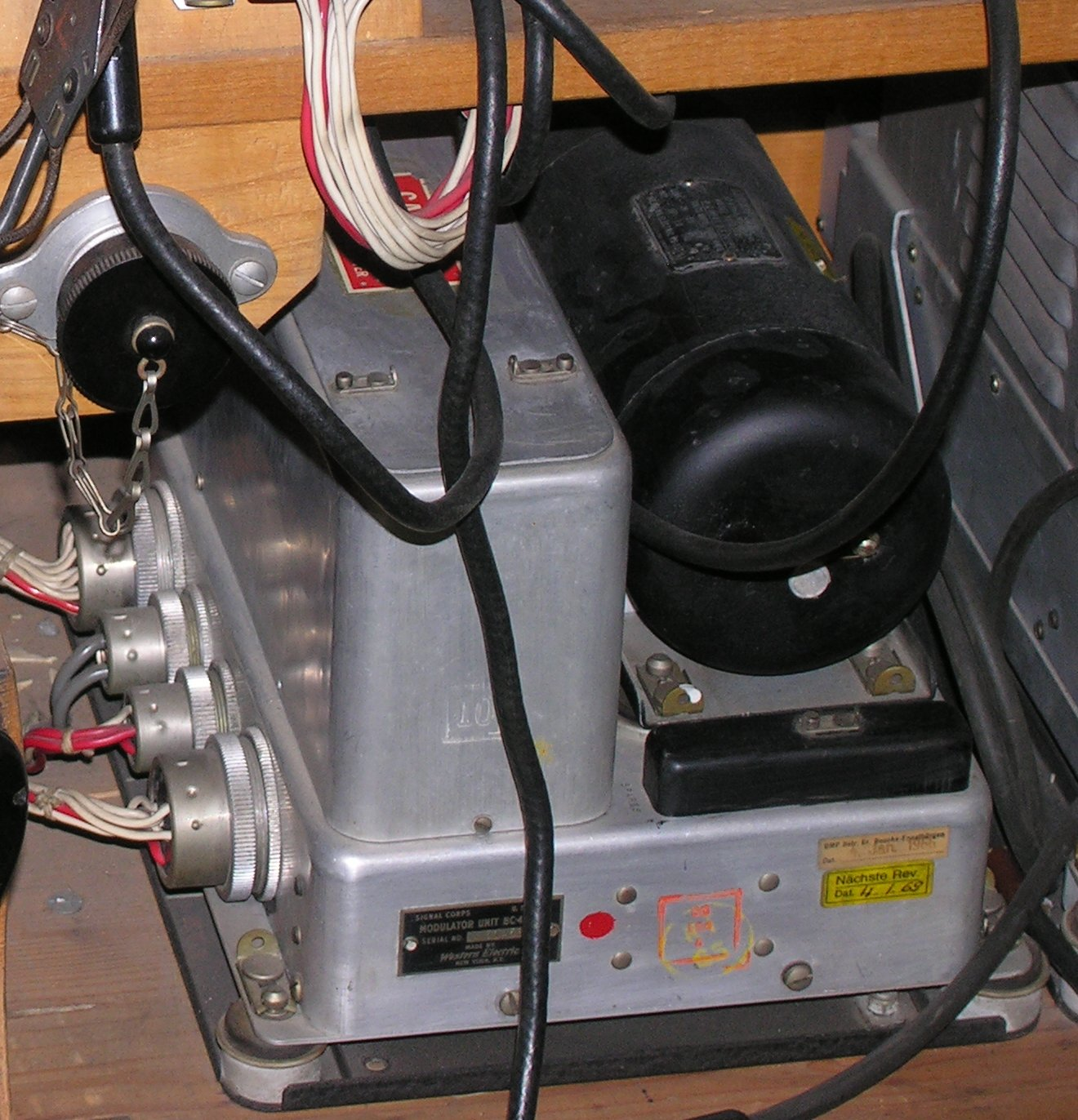
معدل راديو الطائرة من الحرب العالمية الثانية ، تُظهر دنامترًا (الأسطوانة السوداء) الذي يحول 24-28 فولت تيار مستمر للطائرة إلى 500 فولت تيار مستمر لجهاز الإرسال. متحف دوبِندُرف للطيران العسكري

المحرك المولد أو الدّّنامتر أو الديناموتُور هو جهاز لتحويل الطاقة الكهربائية إلى شكل آخر. تستخدم لتحويل تردد أو جهد أو طور الطاقة. يمكن استخدامها أيضًا لعزل الأحمال الكهربائية عن خط إمداد الطاقة الكهربائية. استخدمت الكبيرة منها على نطاق واسع لتحويل كم الطاقة الصناعية بينما في حين استخدمت الصغيرة (مثل التي تظهر في الصورة) لتحويل طاقة البطارية إلى جهد تيار مستمر أعلى.
في حين أن مجموعة المحرك المولد قد تتكون من محرك ومولد مقترنَين، تون المِلفات في الدّّنامتر أحادي الوحدة لكل من المحرك والمولد مجموعةً حول دوار واحد؛ لذلك يشترك كل من المحرك والمولد في نفس ملفات المجال الخارجي أو المغناطيس.